# Cyrkuł lwowski
Cyrkuł lwowski (niem. Lemberger Kreis) – jednostka administracyjna Cesarstwa Austrii w Królestwie Galicji i Lodomerii. Funkcjonował w dwóch odsłonach: dużej – w latach 1773–1782 i mniejszej – w latach 1782–1850 oraz 1854–1865.

## Pierwsza odsłona (1773–1782)
Cyrkuł lwowski z siedzibą we Lwowie utworzono w 1773 roku na ziemiach polskich zagarniętych przez Austrię podczas I rozbioru. Inicjalnie został on podzielony na dziesięć dystryktów (powiatów):
- Bóbrka
- Brody I
- Brody II
- Brzeżany
- Gródek
- Rawa
- Trembowla
- Zborów
- Złoczów
- Żółkiew

Podział ten nie przetrwał długo – już na konferencji Kancelarii Nadwornej z 14 marca 1774 stwierdzono, że tak duża liczba dystryktów może być uzasadniona jedynie w sytuacji, gdyby przed ich naczelnikami stały liczne i istotne zadania. W związku z tym ustalono ogólną zasadę, że w odpowiednim czasie konieczna będzie znaczna redukcja ich liczby. Zgodnie z tym stanowiskiem, 21 czerwca 1774 gubernator przedstawił swoje wnioski dotyczące reorganizacji. W odpowiedzi otrzymał dekret z 3 sierpnia 1774 roku, w którym poinformowano, że cesarzowa Maria Teresa Habsburg wyraziła zasadniczą zgodę na proponowane zmiany – pod warunkiem, że ich wdrożenie nie opóźni prac nad wprowadzeniem systemu podatkowego oraz regulacji urbarialnej. W kolejnym memoriale z 11 października 1774 gubernator przedstawił szczegółowy plan reorganizacji, który został zatwierdzony rezolucją Kancelarii Nadwornej z 14 marca 1775. W efekcie tych działań liczba dystryktów w cyrkule lwowskim została zredukowana do czterech:
- Brody (ze zniesionych: Brody I, Brody II i Zborów),
- Brzeżany (ze zniesionych: Brzeżany, Trembowla i Złoczów),
- Żółkiew (ze zniesionych: Bóbrka, Gródek, Rawa i Żółkiew).

### Zmiana granicy polsko-austriackiej
Na uwagę zasługuje fakt, że granica polsko-austriacka miała początkowo (od 1772) nieco inny przebieg w rejonie cyrkułu lwowskiego, obejmując także wsie Rakowiec i Hniezydyczna. W 1775 roku weszły one w skład dystryktu Brody. Na mocy porozumienia zawartego 9 lutego 1776 roku, Austria przekazała Polsce z powrotem ten obszar Polsce, który powrócił do województwa wołyńskiego). Także w sąsiednim cyrkule bełskim, po odstąpieniu Polsce znacznych obszarów, dotychczasowy szczątkowy dystrykt Biłgoraj przekształcono w nowy dystrykt Tomaszów. Zwiększono go przez przyłączenie do niego z cyrkułu lwowskiego (z dystryktu Żółkiew) rejonu Rawy (obszaru dawnego dystryktu Rawa sprzed 1774). Ostateczne wytyczenie granic miało miejsce na początku 1777 roku.

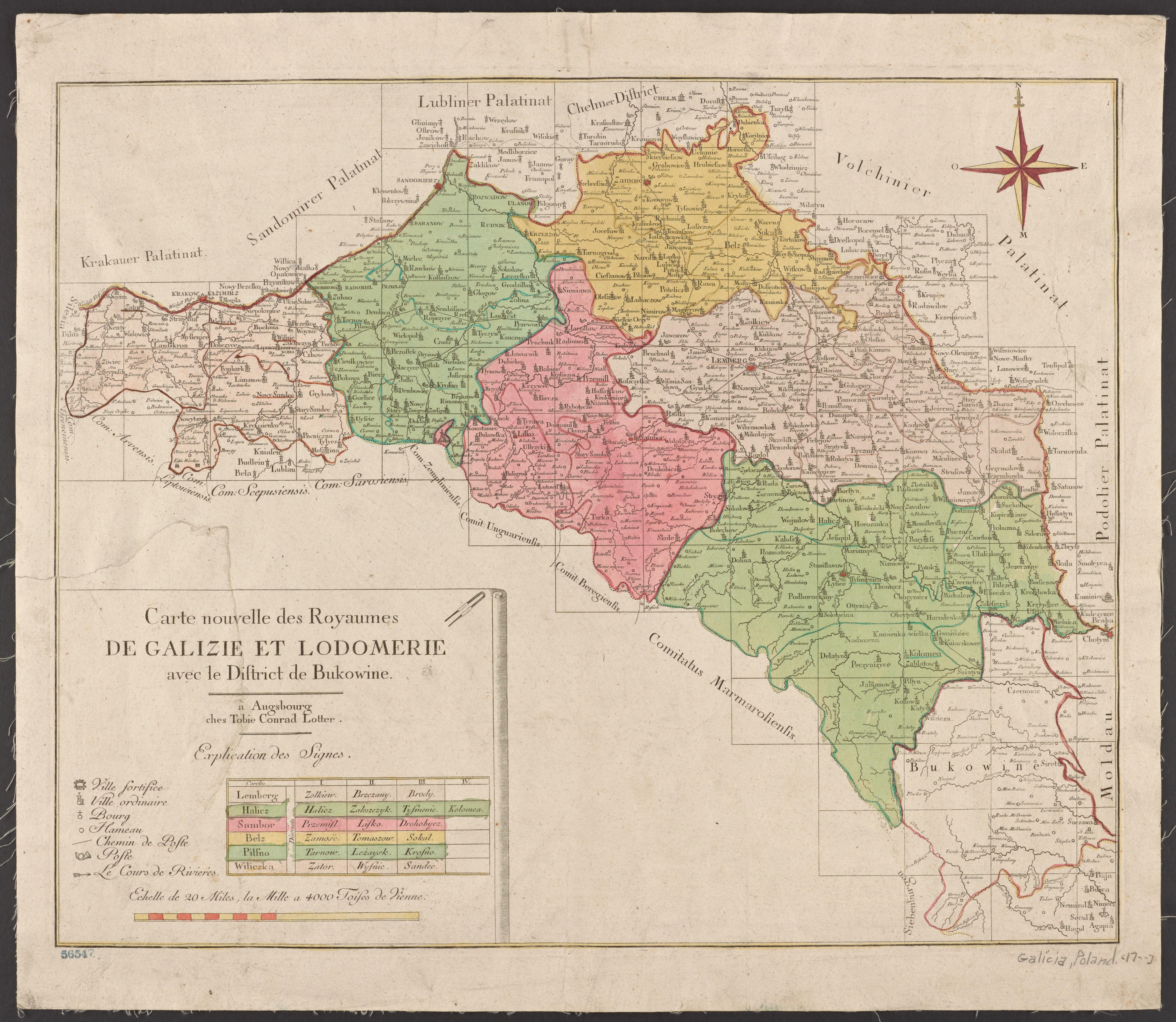
Cyrkuł lwowski (kolor popielaty) ok. 1780

### Reforma i zniesienie cyrkułu

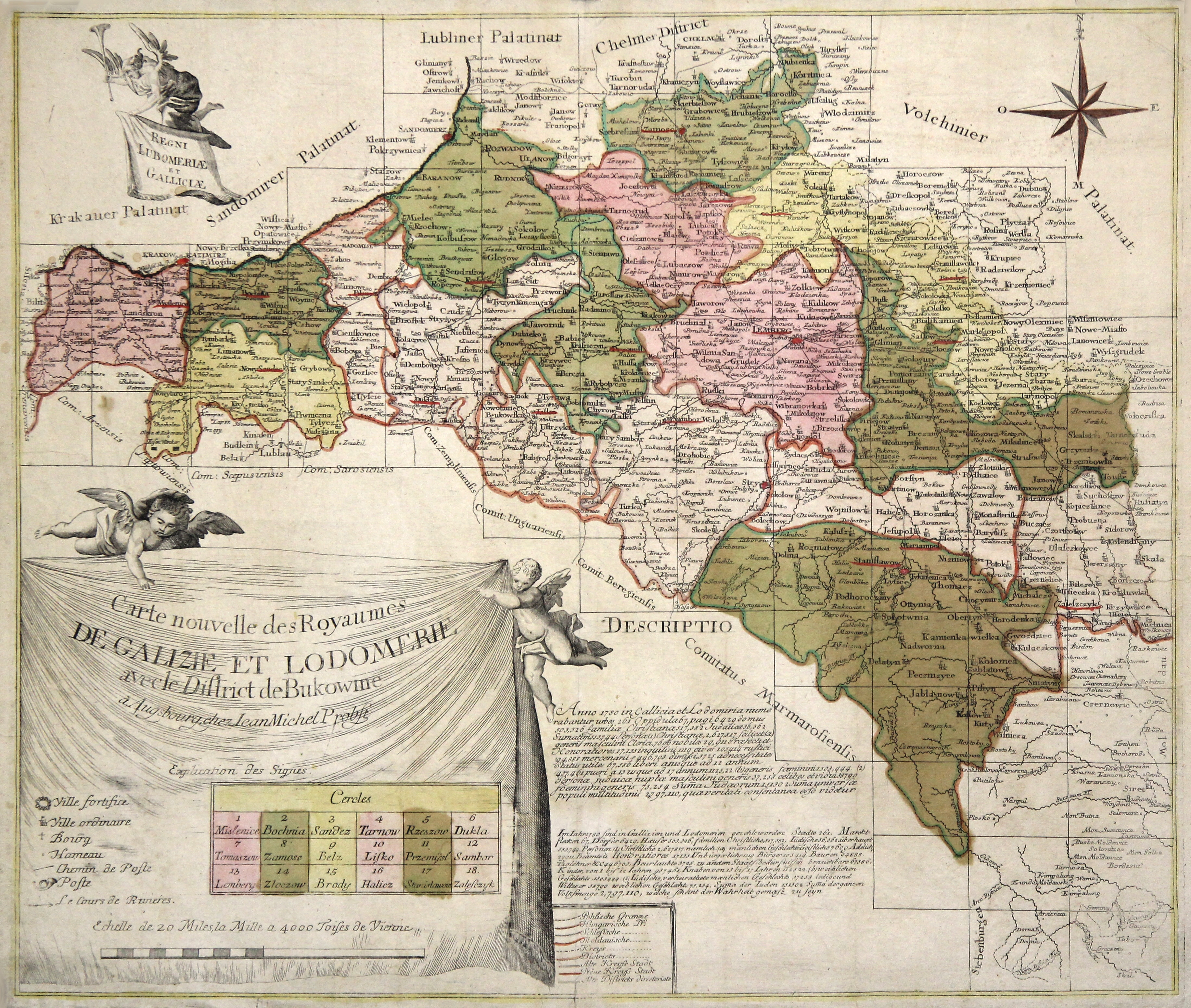
Projekt nowego podziału Galicji na cyrkuły (1780) z cyrkułem lwowskim o nowych granicach

2 września 1780 kancelaria nadworna wydała dekret, w którym poinformowała gubernatora o nowych decyzjach w sprawie organizacji administracyjnej. Cesarzowa Maria Teresa Habsburg już od dłuższego czasu planowała wprowadzenie reform mających na celu dostosowanie ustroju Galicji do zasad obowiązujących w niemieckich krajach dziedzicznych. Właśnie zapadła kluczowa decyzja o przekształceniu dotychczasowych dystryktów w cyrkuły. W związku z tym polecono rozpoczęcie prac nad opracowaniem planu reorganizacji. Jednocześnie określono główne wytyczne, które miały stanowić podstawę przy tworzeniu tego planu. Szczególny nacisk położono na to, aby siedziby władz cyrkułów znajdowały się możliwie jak najbliżej ich centrum. Choć zalecano, aby obszary poszczególnych cyrkułów były w miarę równe pod względem powierzchni, nie należało traktować tej zasady zbyt rygorystycznie – w przypadku istnienia ważnych powodów możliwe były odstępstwa od równomiernego podziału. Zwrócono również uwagę, że nie powinno się bez wyraźnej potrzeby zmieniać lokalizacji siedzib władz, ponieważ wiązałoby się to z licznymi trudnościami – między innymi z koniecznością przeniesienia archiwów, które przez osiem lat znacznie się rozrosły. Na zakończenie podkreślono wagę odpowiedniego doboru kadry kierowniczej do obsadzenia nowych stanowisk.
Zgodnie z przyjętymi wytycznymi opracowano memoriał z 1 grudnia 1780, w którym przedstawiono projekt nowego podziału administracyjnego Galicji na 18 mniejszych cyrkułów na bazie dotychczasowych osiemnastu dystryktów. W obrębie dotychczasowego cyrkułu lwowskiego dotyczyły to następujących zmian:
- dystrykt Brody – przekształcono w cyrkuł brodzki,
- dystrykt Brzeżany – przekształcono w cyrkuł złoczowski,
- dystrykt Żółkiew – przekształcono w nowy cyrkuł lwowski.

## Druga odsłona (1782–1850 i 1854–1865)
Nowy cyrkuł lwowski nie przetrwał długo, bo już kolejny rok przyniósł nowe zmiany. W patencie z 25 listopada 1783 zaznaczono, że praktyka urzędowania i wygodniejsze położenie skłoniły rząd do przeniesienia siedziby cyrkułu sokalskiego (także przedstawianego jako bełski na niektórych inicjalnych mapach) z Sokala do Żółkwi, tworząc tym samym cyrkuł żółkiewski. Oznaczało to odłącznie od cyrkułu lwowskiego jego północnych połaci z Żółkwią, Kulikowem i Kukizowem. W związku z korektami granic cyrkułów w 1783 roku, od cyrkułu lwowskiego – na korzyść cyrkułu przemyskiego – odłączono także zachodnie połacie z rejonami Jaworowa, Mościsk i Sądowej Wiszni, oraz – na korzyść cyrkułu samborskiego – południowe połacie z rejonami Rudek i Komarna. W skład nowego cyrkułu brzeżańskiego weszły południowo-wschodnie lwowskie rejony Bóbrki, Mikołajowa, Świrza, Wybranówki, Strzelisk, Brzozdowiec, Chodorowa, Mikołajowa i Rozdołu, natomiast północno-wschodni fragment z Kamionką i Dobrotworem włączono do cyrkułu brodzkiego. Powierzchnia cyrkułu lwowskiego zmniejszyła się przez to znacząco.

### Zniesienie cyrkułów w 1850 roku
Po wydarzeniach rewolucyjnych w latach 1848–1849, które wstrząsnęły Cesarstwem Austriackim, w 1850 roku przeprowadzono istotną reformę administracyjną mającą na celu usprawnienie zarządzania na obszarze Galicji i Lodomerii. W jej ramach cyrkuł czerniowiecki, dotychczas będący częścią Galicji, został wyodrębniony jako osobny kraj koronny. Pozostałe 19 cyrkułów zostało zniesionych i zastąpionych przez trzy okręgi rządowe: Kraków, Lwów i Stanisławów, które podzielono na 63 powiaty (niem. Bezirkshauptmannschaften). Powiaty z kolei były tworzone na podstawie nowych okręgów sądowych, od dwóch do czterech na powiat. Oznaczało to zarazem zniesienie cyrkułu lwowskiego, którego obszar podzielono między dwa Bezirkshauptmannschaften w składzie okręgu rządowego Lwów:
- Gródek – z okręgów sądowych: Gródek, Janów i Komarno[18],
- Lwów – z okręgów sądowych: Lwów-Okolica (Lemberg-Umgebung), Winniki, Szczerzec i Kulików[19].

### Reaktywacja cyrkułów (1854–1865)
Cyrkuł lwowski reaktywowano na mocy rozporządzenia z 24 kwietnia 1854, który przywrócił podział na cyrkuły w granicach sprzed reformy 1849, a które ugrupowano w dwa obszary administracyjne (niem. Verwaltungsgebiete) – Kraków i Lwów. Cyrkuł lwowski wszedł w skład obszaru lwowskiego.
Równocześnie, w ramach reformy uwłaszczeniowej z okresu Wiosny Ludów (1848–1849), która likwidowała jurysdykcję właściciela ziemskiego nad poddanymi, dominium galicjskie – jako podstawowa jednostka administracyjna i filar systemu feudalnego straciło rację bytu. Konieczne stało się zatem wprowadzenie nowego systemu administracyjnego, którego zręby powstały w latach 1851–1855. Utworzono wtedy 179 małych powiatów (niem. Bezirke) i ponad 6000 gmin (niem. Gemeinde). Cyrkuł lwowski podzielono na pięć małych Bezirków oraz magistrat Lwów, podzielonych na 168 gmin:
| Bezirk              | Powierzchnia | Powierzchnia | Ludność | Ludność | Liczba gmin |
| Bezirk              | Mil²         | Km²          | Ogółem  | Os./km² | Liczba gmin |
| ------------------- | ------------ | ------------ | ------- | ------- | ----------- |
| Gródek              | 5,0          | 287,77       | 24.657  | 85,65   | 27          |
| Janów               | 10,0         | 575,50       | 26.328  | 45,75   | 31          |
| Lemberg             | 6,5          | 373,08       | 27.487  | 73,69   | 41          |
| Lemberg (Magistrat) | 0,6          | 34,53        | 59.297  | 1716,96 | 1           |
| Szczerzec           | 6,0          | 345,30       | 25.087  | 72,63   | 33          |
| Winniki             | 6,2          | 357,01       | 25.244  | 70,69   | 35          |
| RAZEM               | 34,3         | 1973,19      | 188.100 | 95,34   | 168         |
| ŚREDNIA             | 5,72         | 328,87       | 31.350  | 510,06  | 28          |

Cyrkuł lwowski przetrwał do 1865 roku. Po nadaniu Galicji autonomii oraz powołaniu samorządu gminnego i powiatowego w 1865 zlikwidowano cyrkuły (Kreise), a dotychczasowe małe powiaty (Bezirke) w liczbie 179, zostały w ramach kolejnej reformy administracyjnej (23 stycznia 1867) zastąpiono przez 74 większych powiatów.